# San Bartolo Cuautlalpan
San Bartolo Cuautlalpan es una población del municipio de Zumpango, uno de los 125 municipios del Estado de México en México. Es una comunidad urbana y según el censo del 2010 tiene una población total de 10 989 habitantes.